# Fulton (Arkansas)
Fulton es una ciudad en el condado de Hempstead, Arkansas, Estados Unidos. Para el censo de 2000 la población era de 245 habitantes. La ciudad es parte del área micropolitana de Hope.

## Geografía
Fulton se localiza a 33°36′43″N 93°48′52″O / 33.61194, -93.81444. Según la Oficina del Censo de los Estados Unidos, la ciudad tiene un área de 0,5 km², de los cuales 0,45 km² corresponde a tierra y 0,04 km² a agua (10,00%).

## Demografía
Para el censo de 2000, había 245 personas, 95 hogares y 68 familias en la ciudad. La densidad de población era 490,0 hab/km². Había 110 viviendas para una densidad promedio de 236,0 por kilómetro cuadrado. De la población 55,92% eran blancos, 43,27% afroamericanos, 0,41% amerindios y 0,41% de dos o más razas. 1,63% de la población eran hispanos o latinos de cualquier raza.
Se contaron 95 hogares, de los cuales 32,6% tenían niños menores de 18 años, 53,7% eran parejas casadas viviendo juntos, 17.9% tenían una mujer como cabeza del hogar sin marido presente y 27,4% eran hogares no familiares. 25.3% de los hogares eran un solo miembro y 14,7% tenían alguien mayor de 65 años viviendo solo. La cantidad de miembros promedio por hogar era de 2,58 y el tamaño promedio de familia era de 3,04.
En la ciudad la población está distribuida en 25,7% menores de 18 años, 14,3% entre 18 y 24, 17,1% entre 25 y 44, 28,6% entre 45 y 64 y 14,3% tenían 65 o más años. La edad media fue 39 años. Por cada 100 mujeres había 100,8 varones. Por cada 100 mujeres mayores de 18 años había 85,7 varones.
El ingreso medio para un hogar en la ciudad fue de $24.583 y el ingreso medio para una familia $29.167. Los hombres tuvieron un ingreso promedio de $21.827 contra $17.656 de las mujeres. El ingreso per cápita de la ciudad fue de $11.280. Cerca de 20,0% de las familias y 18,8% de la población estaban por debajo de la línea de pobreza, 27,1% de los cuales eran menores de 18 años y 18,2% mayores de 65.